# Telchius transvaalicus
Telchius transvaalicus là một loài nhện trong họ Oonopidae.
Loài này thuộc chi Telchius. Telchius transvaalicus được Eugène Simon miêu tả năm 1907.